# Bastrop (Texas)
Bastrop (/ˈbæstrəp/ bass-trəp, /-trɒp/ -trop) è un comune (city) degli Stati Uniti d'America e capoluogo della contea di Bastrop nello Stato del Texas. Si trova circa 30 miglia (48 km) a sud-est di Austin, ed è parte dell'area metropolitana della Greater Austin. La popolazione era di 7,218 persone al censimento del 2010.

## Geografia fisica
Secondo lo United States Census Bureau, ha un'area totale di 9,1 miglia quadrate (23,6 km²).

### Clima
Bastrop tende ad essere una città più fresca rispetto alle altre del Texas centrale, ma può raggiungere i 100 °F in estate. Le temperature estreme vanno da -1 °F a 111 °F.
| Mese                | Mesi | Mesi | Mesi | Mesi | Mesi  | Mesi | Mesi | Mesi | Mesi | Mesi  | Mesi | Mesi | Stagioni | Stagioni | Stagioni | Stagioni | Anno  |
| Mese                | Gen  | Feb  | Mar  | Apr  | Mag   | Giu  | Lug  | Ago  | Set  | Ott   | Nov  | Dic  | Inv      | Pri      | Est      | Aut      | Anno  |
| ------------------- | ---- | ---- | ---- | ---- | ----- | ---- | ---- | ---- | ---- | ----- | ---- | ---- | -------- | -------- | -------- | -------- | ----- |
| T. max. media (°C)  | 17   | 19   | 23   | 27   | 31    | 33   | 35   | 36   | 33   | 28    | 23   | 18   | 18       | 27       | 34,7     | 28       | 26,9  |
| T. min. media (°C)  | 3    | 5    | 9    | 13   | 18    | 21   | 22   | 22   | 19   | 13    | 8    | 4    | 4        | 13,3     | 21,7     | 13,3     | 13,1  |
| Precipitazioni (mm) | 65   | 64,5 | 72,4 | 67,3 | 114,3 | 93,0 | 56,6 | 55,6 | 93,7 | 122,4 | 83,8 | 69,1 | 198,6    | 254,0    | 205,2    | 299,9    | 957,7 |

## Società

### Evoluzione demografica
Secondo il censimento del 2010, c'erano 7,218 persone.

### Etnie e minoranze straniere
Secondo il censimento del 2010, la composizione etnica della città era formata dal 75,41% di bianchi, il 12,36% di afroamericani, lo 0,78% di nativi americani, l'1,29% di asiatici, lo 0,04% di oceanici, il 6,93% di altre etnie, e il 3,2% di due o più etnie. Ispanici o latinos di qualunque etnia erano il 24,34% della popolazione.

## Cultura

### Istruzione
Il Bastrop Independent School District serve Bastrop, ed è inoltre presente la Bastrop High School. È inoltre presente con dei servizi ufficiali l'Austin Community College.

### Media
La prima edizione del The Bastrop Advertiser and County News (ora Bastrop Advertiser) è stata pubblicata il 1º marzo 1853, ed è di conseguenza il settimanale più antico del Texas (semi-settimanale dal 5 settembre 1977). È inoltre presente anche il l'Elgin Courier, che ha sede, come dice il nome, a Elgin.

## Economia
Secondo il Bastrop Economic Development Corporation a partire dal 2004 i quattro più grandi datori di lavoro della zona sono il Bastrop Independent school district, Wal-Mart, H-E-B Grocery Store e l'amministrazione comunale della contea di Bastrop.

## Amministrazione
La caserma dei vigili del fuoco si trova a 1311 Chestnut Street, mentre il dipartimento di polizia è situato a 104 Grady Tuck Lane.